# 세도 토성산성
세도 토성산성은 충청남도 부여군 세도면에 있다. 2009년 12월 24일 부여군의 향토문화유산 제106호로 지정되었다.